# アレクサンドル・ブロークの詩による7つの歌曲
『アレクサンドル・ブロークの詩による7つの歌曲』（ロシア語: Семь стихотворений Александр Блока）作品127は、ドミトリー・ショスタコーヴィチが作曲した歌曲集。ロシアの詩人アレクサンドル・ブロークの詩からとられている。

## 概要
ショスタコーヴィチはこの作品を最初、ソプラノ歌手ガリーナ・ヴィシネフスカヤとその夫のチェロ奏者ムスティスラフ・ロストロポーヴィチのために書こうとした。1966年5月の深刻な心臓発作から恢復しつつある中で作曲を開始し、翌1967年2月3日に完成した。初演は同年10月28日にモスクワ音楽院小ホールで行なわれ、ヴィシネフスカヤのソプラノ、ダヴィッド・オイストラフのヴァイオリン、ロストロポーヴィチのチェロ、ミェチスワフ・ヴァインベルクのピアノで行なわれた。作曲者自身は初演ピアニストにスヴャトスラフ・リヒテルを希望していたが叶わなかった。作品はヴィシネフスカヤに献呈されている。
アレクサンドル・ブロークはロシア象徴主義の代表的な詩人であり、ショスタコーヴィチも生涯を通じて愛読した詩人の一人である。この作品の原題は「ソプラノ、ヴァイオリン、チェロ、ピアノのための声楽・器楽組曲」（Вокально-инстрментальная сюита）という副題がついている。ショスタコーヴィチが歌曲集に組曲と名付けたのはこの作品が初めてである。以後『マリーナ・ツヴェタエワの詩による6つの歌曲』作品143や『ミケランジェロの詩による組曲』作品145にも同様の命名がなされており、晩年のショスタコーヴィチの歌曲を特徴づけている。また、この作品は同時期の交響曲第13番、第14番、作品140以降の歌曲とは異なり、伴奏に室内楽編成が用いられていることも注目される。
編成は珍しくピアノ三重奏であるが、ピアノ三重奏による伴奏とは言いながらも、伝統的なピアノ三重奏曲とは全く異なり、最初の3曲の歌は各楽器の独奏（1.チェロ、2.ピアノ、3.ヴァイオリン）、次の3曲は二重奏（4.ピアノと一貫して重音奏法のチェロ、5.ピアノとヴァイオリン、6.ヴァイオリンとチェロ）、そして最後の7番目の歌だけが三重奏による伴奏となっている。
ヴィシネフスカヤはリハーサルに関して、「ショスタコーヴィチの前では、誰もが怯えてしまったのである。ショスタコーヴィチの『A.ブローグによる7つの歌曲』を彼のために演奏したとき、ヴァイオリンを伴奏した偉大な芸術家ダヴィッド・オイストラフの手は神経過敏から震えていた。」と回想している。

## 構成
7つの歌曲で構成されている。演奏時間は約25分。
- 第1曲 オフィーリアの歌（Песня Офелии）
- 第2曲 予言の鳥ガマユーン（Гамаюн, птица вещая）
- 第3曲 私たちは一緒だった（Мы были вместе...）
- 第4曲 街は眠っている（Город спит）
- 第5曲 嵐（暴風雨）（Буря）
- 第6曲 秘密のしるし（Тайные знаки）
- 第7曲 音楽（Музыка）